# Фальц-Фейн Едуард
Едуа́рд Фальц-Фейн  (14 вересня 1912, Гаврилівка (Херсонщина) — 17 листопада 2018, Вадуц, Ліхтенштейн) — підприємець, меценат, племінник засновника заповідника «Асканія-Нова» Фрідріха фон Фальц-Фейна.
Батько Олександр Едуардович — агроном, брат засновника заповідника «Аска́нія-Но́ва» Ф. Е. Фальц-Фейна, мати Віра Миколаївна — із сім'ї генералів й адміралів російського флоту Єпанчіних.

## Біографія
За фахом — агроном.
Спортивний діяч, активіст європейського олімпійського руху. Передав в Україну та Росію цілу низку шедеврів живопису й інших унікальних музейних експонатів. Громадський діяч, який багато зробив для пропаганди України у світі.
Племінник Е. фон Фальц-Фейна — міністр з аграрних питань Ліхтенштейну.
Після перевороту 1917 року разом із родичами Едуард фон Фальц-Фейн оселився в Німеччині (1918–1923), потім у Франції, згодом у Ліхтенштейні.
- 1932 року виграв велогонку серед студентів і став чемпіоном Парижу. На нього звернув увагу керівник спортивної газети «L'Auto» і запросив стати генеральним кореспондентом у Німеччині.
- 1936 року був акредитований на Олімпійських іграх у Німеччині, став найкращим репортером газети — «золотим пером».
- 1936 року створив у Ліхтенштейні Олімпійський комітет і команду для участі в Зимовій Олімпіаді 1936 року. 14—15 лютого 1936 року взяв участь в олімпійських змаганнях із бобслею (чоловіки, двійки) й посів 18 місце[3].
- Під час війни спорт нікому не був потрібний і спортивний репортер також. Барон залишив журналістику і став займатися туризмом. У барона в центрі Вадуцу магазин сувенірів, перед яким зупиняються усі туристичні автобуси, він став «королем сувенірів».
- 1951 року й із 1953 до 1973 року — президент Ліхтенштейнської асоціації велосипедного спорту.

## Цікавинки
У Міжнародному олімпійському комітеті вирішувалось питання, кому дістануться Літні Олімпійські ігри 1980 року, Лос-Анджелесу чи Москві. Будучи тривалий час беззмінним президентом Олімпійського комітету Ліхтенштейну, він перед голосуванням попросив кожного з членів МОК дати шанс Москві. Олімпіаду віддали Москві[джерело?].

## Громадські посади
- Почесний член Клубу друзів музею-заповідника «Царське Село»[4]
- Почесний член історико-патріотичного об'єднання «Російське Знам'я» (1991)[5]
- Член Опікунської ради Санкт-Петербурзького суворовського училища (з 2005 року)
- Член Міжнародної опікунської ради фонду «Діти Росії»

## Нагороди

### Нагороди Ліхтенштейну
- «Золотий Лавр» (2003 рік) (присуджується на знак визнання видатних досягнень успішним спортсменам і людям, які зробили неоціненні послуги для сфери спорту в Ліхтенштейні)
- Титул барона Князівства Ліхтенштейн[6]

### Нагороди України
- Орден князя Ярослава Мудрого IV ст. (24 серпня 2012) — за вагомий особистий внесок у зміцнення міжнародного авторитету України, популяризацію її історичної спадщини і сучасних досягнень та з нагоди 21-ї річниці незалежності України[7]
- Орден князя Ярослава Мудрого V ст. (13 вересня 2007 року) — за визначний особистий внесок у збереження української культурної спадщини, активну участь у розвитку природоохоронної та еколого-освітньої діяльності Біосферного заповідника «Асканія-Нова» імені Ф. Е. Фальц-Фейна Української академії аграрних наук[8]
- Орден «За заслуги» I ст. (15 листопада 2002 року) — за значний особистий внесок у піднесення міжнародного престижу України, багаторічну плідну благодійницьку діяльність[9]
- Орден «За заслуги» II ст. (22 травня 1998 року) — за значний особистий внесок у збереження української історичної та культурної спадщини, активне сприяння розвитку Біосферного заповідника «Асканія-Нова» імені Ф. Е. Фальц-Фейна[10]
- Почесна відзнака Президента України (13 червня 1994 року) — за багаторічну безкорисливу діяльність по поверненню в Україну національних культурних цінностей, особистий внесок в оновлення заповідника «Асканія-Нова»[11]
- Почесна грамота Кабінету Міністрів України (21 травня 1998 року) — за вагомий особистий вклад та активне сприяння у відновленні історико-культурної спадщини біосферного заповідника «Асканія-Нова» імені Ф. Е. Фальц-Фейна[12]

### Нагороди Росії

#### Державні нагороди Росії
- Орден Святої великомучениці Катерини (30 вересня 2012) — за видатний внесок у миротворчу, гуманітарну та благодійну діяльність, збереження культурної спадщини Російської Федерації[13]
- Орден Пошани (14 вересня 2002 року) — за великий внесок у збереження та пропаганду російської культури за кордоном, зміцнення дружби та співпраці між народами Російської Федерації та Князівства Ліхтенштейн[14]
- Орден Дружби народів (26 жовтня 1993 року) — за активну багаторічну діяльність із пропаганди російської культури за кордоном[15]
- Медаль Пушкіна (20 серпня 2007 року) — за великий внесок у збереження культурного спадку Росії[16]
- Медаль «У пам'ять 300-річчя Санкт-Петербурга» (2003 рік)

#### Інші нагороди Росії
- Подяка Президента Російської Федерації (14 листопада 1998 року) — за великий внесок у збереження та повернення на Батьківщину творів російського мистецтва та предметів історичної спадщини[17]
- Орден преподобного Сергія Радонезького II ступеню (РПЦ, 2002 рік) — за видатні заслуги у справі розвитку російської культури й у зв'язку з ювілеєм[18]
- Лауреат Царськосільської художньої премії (1997 рік)

### Інші нагороди
- Почесний знак Союзу Радянських товариств дружби та культурних зв'язків із зарубіжними країнами «За внесок у справу дружби»
- За успіхи в бізнесі нагороджений міжнародною премією «Кришталевий глобус»
- Лауреат Міжнародної премії імені Миколи Реріха (2004 рік)

## Загибель
Загинув 17 листопада 2018 року внаслідок пожежі у його будинку в Вадуці